# Pantages Theatre (Hollywood, Los Angeles)

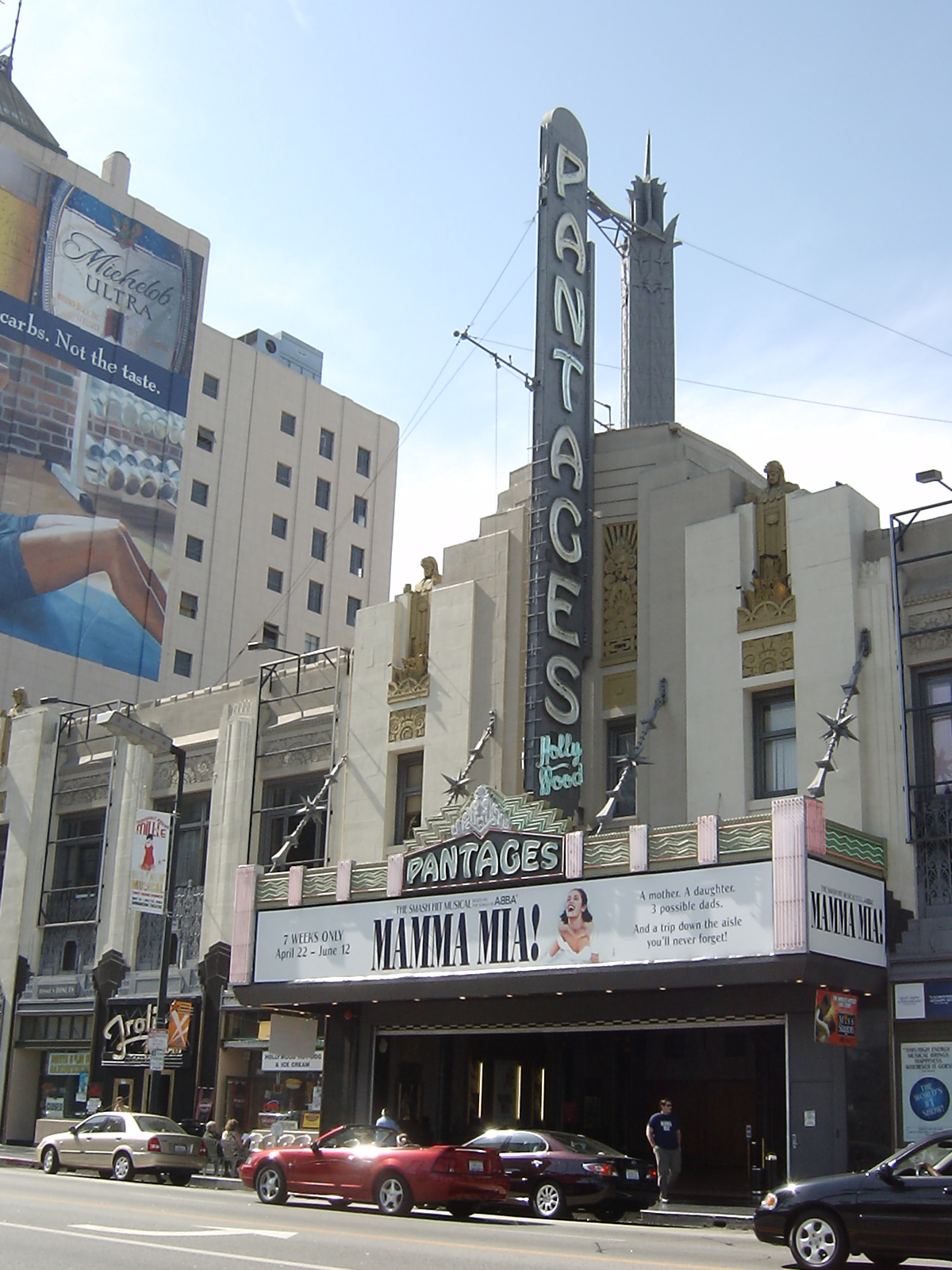
Das Pantages Theatre

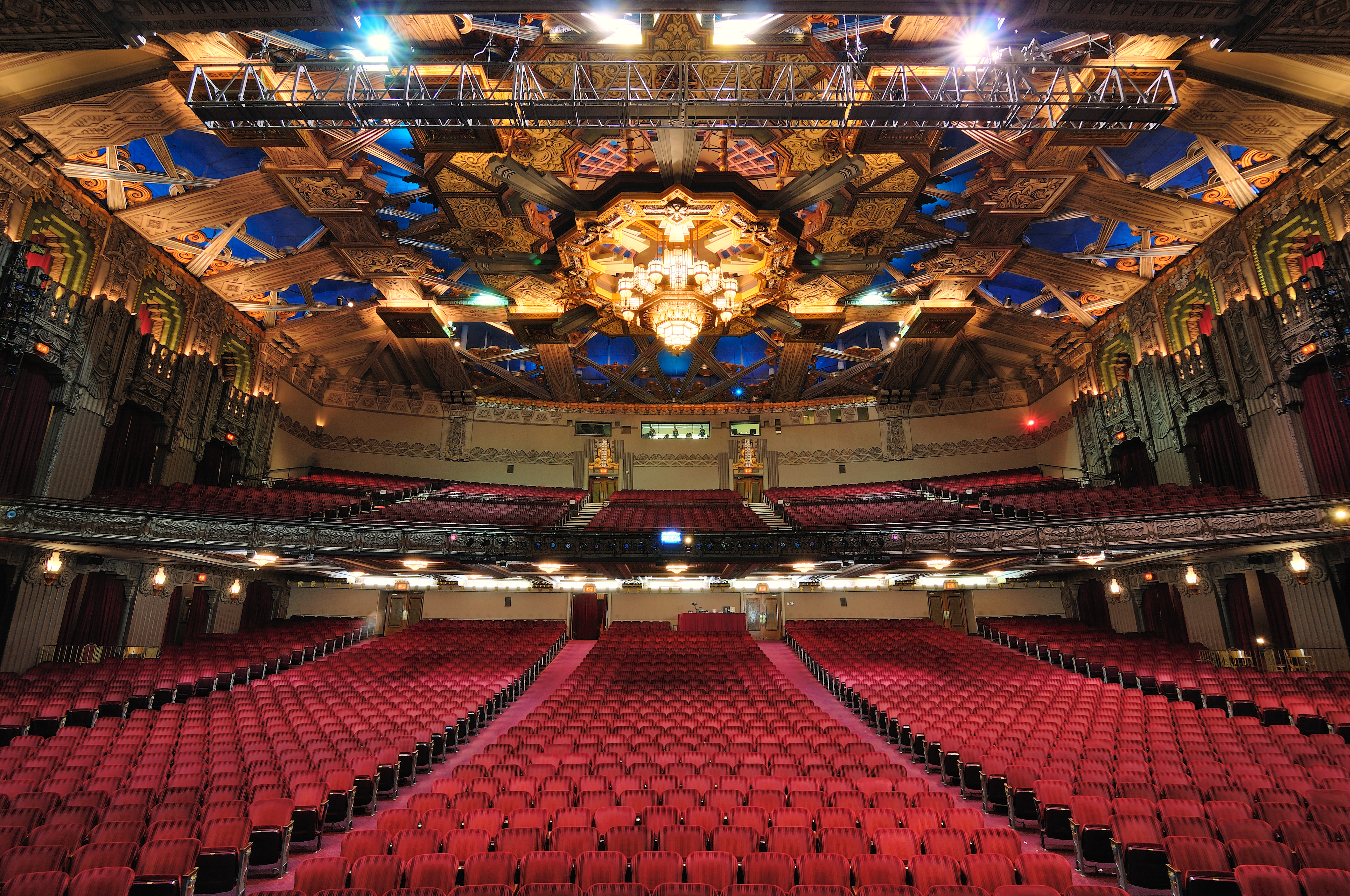
Innenansicht

Das Pantages Theatre, früher RKO Pantages Theatre, ist ein Theaterbau in Hollywood, Kalifornien. Von 1950 bis 1960 war es der Veranstaltungsort der jährlichen Oscar-Verleihung. Bis 1977 diente es als Kino und wird seither als Musiktheater genutzt.

## Geschichte
Das Pantages Theatre wurde von Architekt B. Marcus Priteca auf dem 6233 Hollywood Boulevard für den Veranstalter Alexander Pantages erbaut. Es galt zum Zeitpunkt der Erbauung als größtes Filmtheater Hollywoods und war das erste Art-déco-Kino der Vereinigten Staaten. Die Bühnenmechanik, unter anderem mit Lift, galt als modernste ihrer Zeit. War ursprünglich ein 12-stöckiges Gebäude mit zehn Büroetagen und zwei Kinoetagen geplant, wurde der Bau aufgrund der Weltwirtschaftskrise bereits nach der zweiten Etage beendet. Das Pantages wurde als Teil des Pantages Theatre Circuit am 4. Juni 1930 eröffnet. Als erster Film wurde Floradora Girl mit Marion Davies gezeigt.
Zunächst wechselten sich im Spielbetrieb Filmvorführungen mit Vaudeville-Darbietungen ab, doch ging man ab 1932 dazu über, ausschließlich Filme zu zeigen. Im selben Jahr verkaufte der in finanzielle Schwierigkeiten geratene Alexander Pantages das Filmtheater an die Fox West Coast Theatres. Howard Hughes kaufte das Gebäude 1949 und gliederte es in seinen RKO Theatre Circuit ein. Er selbst bezog die Geschäftsräume der zweiten Etage. Von 1950 bis 1960 war das RKO Pantages Theatre Veranstaltungsort der Oscars.
Im Januar 1977 wurde das Pantages Theatre als Kino geschlossen und im folgenden Monat als Theater unter der Leitung der Nederlander Group wiedereröffnet. Bis heute gilt es als eine der führenden (Musik-)Theaterbühnen in Los Angeles. Zudem werden regelmäßig Fernsehsendungen, Filme oder Musikvideos im Pantages gedreht, zum Beispiel entstanden die Konzertszenen des 1980 erschienenen Films The Jazz Singer im Pantages. Seltener finden Rockkonzerte statt, so gab Shakira 1997 ihr erstes Konzert in den USA im Pantages.
Im Jahr 2000 wurde das Pantages für zehn Millionen US-Dollar grundlegend renoviert. Im Jahr 2007 existierten Pläne, das Pantages, den ursprünglichen Bauplänen folgend, um die fehlenden zehn Stockwerke zu ergänzen.